# Autoprotòlisi
L'autoionització o autoprotòlisi és la reacció química que experimenten els dissolvents amfipròtics (que poden actuar com a àcids o com a bases) amb si mateixos per a formar una parella d'espècies iòniques. En l'autoprotòlisi una molècula de dissolvent actua com a àcid de Brønsted i Lowry cedint un protó, H+, i una altra molècula de dissolvent actua coma a base de Brønsted i Lowry acceptant-lo. A continuació hi ha diversos exemples:
Aigua:
Metanol:
Àcid acètic:
Amoníac:
El grau d'autoprotòlisi és generalment petit. Per exemple a temperatura ambient les concentracions dels ions oxoni, H₃O+, i hidroxil, OH-, produïts en l'autoprotòlisi de l'aigua són només de 10-7 M, aproximadament. Tanmateix aquests equilibris són molt importants per entendre el comportament de les dissolucions.

## Autoionització de l'aigua
El cas per excel·lència de molècula amb caràcter àcid-base és el de la molècula d'aigua. Aquesta molècula tant pot cedir un protó passant a ser un ió hidroxil (OH-) com acceptar un protó, passant a formar un ió oxoni (H₃O+).